# Championnat de la Martinique de football 2008-2009
Navigation
Saison précédente Saison suivante
La saison 2008-2009 du Championnat de la Martinique de football est la quatre-vingt-dixième édition de la première division en Martinique, nommée Régionale 1. Les quatorze formations de l'élite sont réunies au sein d'une poule unique où elles s'affrontent deux fois au cours de la saison. Les trois derniers du classement sont relégués et remplacés par les trois meilleurs clubs de Régionale 2 à l'issue de la saison.
C'est le Club franciscain qui est sacré cette saison après avoir terminé en tête du classement final, ne devançant le tenant du titre, Racing Club de Rivière-Pilote qu'à la faveur d'une meilleure différence de buts. Le Club sportif Case-Pilote complète le podium, à quatre points du duo de tête. Il s’agit du quatorzième titre de champion de Martinique de l'histoire du club.
À la suite du changement de format des championnats de Régionale 2 et Régionale 3, (qui passent d'un format avec deux poules à une poule unique), le système de promotion-relégation est modifié et ce sont désormais trois clubs qui sont promus et trois clubs qui sont relégués entre chaque division.

## Qualifications régionales
Les quatre premiers du championnat se qualifient pour la Ligue Antilles 2010.

## Les clubs participants
- Club franciscain
- Club sportif Case-Pilote
- Emulation Schoelcher - Promu de Régionale 2
- Union sportive du Robert
- Samaritaine de Sainte-Marie
- Racing Club de Rivière-Pilote
- Aiglon du Lamentin
- L'Essor-Préchotain
- Golden Star de Fort-de-France
- Réveil Sportif Gros-Morne
- New Club Petit-Bourg
- US Diamantinoise - Promu de Régionale 2
- AC Vert-Pré - Promu de Régionale 2
- Anses d'Arlet FC - Promu de Régionale 2

## Compétition
Le barème de points servant à établir le classement se décompose ainsi :
- Victoire : 3 points
- Match nul : 2 points
- Défaite : 1 point

### Classement
| Rang | Équipe                         | Pts | J  | G  | N  | P  | Bp | Bc | Diff |
| ---- | ------------------------------ | --- | -- | -- | -- | -- | -- | -- | ---- |
| 1    | Club franciscain               | 64  | 26 | 15 | 8  | 3  | 51 | 20 | +31  |
| 2    | Racing Club de Rivière-PiloteT | 64  | 26 | 16 | 6  | 4  | 40 | 18 | +22  |
| 3    | Club sportif Case-Pilote       | 60  | 26 | 13 | 8  | 5  | 37 | 24 | +13  |
| 4    | Réveil Sportif Gros-Morne      | 57  | 26 | 14 | 3  | 9  | 34 | 25 | +9   |
| 5    | Samaritaine de Sainte-Marie    | 54  | 26 | 9  | 10 | 7  | 42 | 34 | +8   |
| 6    | Aiglon du LamentinC            | 52  | 26 | 7  | 12 | 7  | 35 | 32 | +3   |
| 7    | AC Vert-PréP                   | 52  | 26 | 9  | 8  | 9  | 30 | 34 | -4   |
| 8    | Emulation SchoelcherP          | 49  | 26 | 8  | 7  | 11 | 22 | 27 | -5   |
| 9    | Union sportive du Robert       | 48  | 26 | 5  | 12 | 9  | 27 | 31 | -4   |
| 10   | US DiamantinoiseP              | 48  | 26 | 6  | 10 | 10 | 23 | 28 | -5   |
| 11   | Golden Star de Fort-de-France  | 47  | 26 | 6  | 9  | 11 | 21 | 30 | -9   |
| 12   | L'Essor-PréchotainP -1         | 46  | 26 | 5  | 11 | 10 | 30 | 35 | -5   |
| 13   | New Club Petit-Bourg           | 44  | 26 | 6  | 6  | 14 | 28 | 46 | -18  |
| 14   | Anses d'Arlet FCP              | 41  | 26 | 5  | 6  | 15 | 21 | 57 | -36  |

|  | Qualification pour la Ligue Antilles 2010                                               |
|  | Relégation en deuxième division                                                         |
|  | Relégation pour raisons financières                                                     |
|  | T : Tenant du titre C : Vainqueur de la Coupe de la Martinique P : Promu de Régionale 2 |

## Bilan de la saison
| Championnat de la Martinique de football 2008-2009 |                                 |
| Champion                                           | Club franciscain (14e titre)    |
| Coupes et trophées                                 |                                 |
| Vainqueur de la Coupe de la Martinique 2008-2009   | Aiglon du Lamentin              |
| Qualifications continentales                       |                                 |
| Ligue Antilles 2010                                | Club franciscain                |
| Ligue Antilles 2010                                | Racing Club de Rivière-Pilote   |
| Ligue Antilles 2010                                | Club sportif Case-Pilote        |
| Ligue Antilles 2010                                | Réveil Sportif Gros-Morne       |
| Promotions et relégations                          |                                 |
| Promus en Régionale 1                              | Club Colonial de Fort-de-France |
| Promus en Régionale 1                              | Golden Lion de Saint-Joseph     |
| Promus en Régionale 1                              | RC Saint-Joseph                 |
| Relégués en Régionale 2                            | Samaritaine de Sainte-Marie     |
| Relégués en Régionale 2                            | New Club Petit-Bourg            |
| Relégués en Régionale 2                            | Anses d'Arlet FC                |